# Matija Prskalo
Matija Prskalo (Metković, 1966.), hrvatska je kazališna, televizijska i filmska glumica.

## Filmografija

### Televizijske uloge
- "Kumovi" kao Spomenka Crljen (2024.)
- "Na granici" kao Dubravka (2019.)
- "Nemoj nikome reći" kao Anita Jurić (2015. – 2017.)
- "Zora dubrovačka" kao Marijana (2013. – 2014.)
- "Stipe u gostima" kao Anica (2009. – 2011.)
- "Vrata do vrata" (TV pilot) kao Tamara (2009.)
- "Zauvijek susjedi" kao Marica (2008.)
- "Ne daj se, Nina" kao Pamela Privora (2008.)
- "Luda kuća" kao Lidija Devčić (2005. – 2006.)
- "Zabranjena ljubav" kao Stela Vidak (2004. – 2006.)
- "Balkan Inc." kao Anđela Pauletić (2006.)
- "Bitange i princeze" kao sutkinja (2006.)
- "Milijun eura" kao voditeljica (2005.)
- "Naši i vaši" kao Mila (2002.)
- "Veliki odmor" (2000.)

### Filmske uloge
- "Za ona dobra stara vremena" kao Ljiljana (2018.)
- "Ministarstvo ljubavi" kao Tafra (2016.)
- "Djeca jeseni" kao učiteljica (2012.)
- "Cvjetni trg" kao Mackova žena (2012.)
- "Nije kraj" kao Rahmeta (2008.)
- "Crveno i crno" kao Beba (2006.)
- "Slučajna suputnica" kao dadilja (2004.)
- "Družba Isusova" kao Kaštelanova žena (2004.)
- "Sjaj u očima" kao Agnes (2003.)
- "Svjedoci" kao medicinska sestra (2003.)
- "Duga ponoć" kao Ivanova žena (2003.)
- "Kraljica noći" kao Goca (2001.)
- "Starci" kao Hilga (2001.)
- "Višnje u rakiji" (2000.)
- "Ispovijed koju niste zavrijedili" (1999.)
- "Bogorodica" kao novinarka RTB-a (1999.)
- "Kad mrtvi zapjevaju" kao Cincova kćer (1998.)
- "Transatlantic" (1998.)
- "Kako je počeo rat na mom otoku" kao Lucija Milosavljević (1996.)
- "Zona sudbine" (1992.)
- "Luka" (1992.)
- "Krhotine – Kronika jednog nestajanja" (1991.)
- "Ljeto za sjećanje" (1990.)

### Sinkronizacija
- "Bansen je zvijer" kao gđica. Flap (2017.)
- "Pustolovine braće Kratt" kao Donita
- "Rock'n'roll škola" kao gđica. Calpakis (2016.)
- "Promjena igre" kao gđa. Kendall (2016.)
- "100 stvari koje moraš učiniti prije srednje škole" kao gđa. Martin (2016.)
- "Henry Opasan" kao Sharona Shapen (2015.)
- "Ukleta kuća Hathawayovih" kao Lady Beauchamp (2014.)
- "Pčelica Maja" kao Buzzlina Von Benna (2014.)
- "Sanjay i Craig" kao Darlene Patel (2013. – 2016.)
- "Thundermani" kao gđa. Madison
- "Zečja invazija" kao Jessica Xenson
- "Sofija Prva" kao Princeza Maja i Čistačica Violet (2013.)
- "Super špijunke" kao Mandy (2013.)
- "Big Time Rush" kao Darina maćeha (2013.)
- "Nicky Deuce" (2013.)
- "Marvin Marvin" kao gđica. Hinkle (2013.)
- "Mia i ja" kao Paula
- "Popaj u velikoj pustolovini" kao Oliva (2004.)
- "Grčka mitologija" (2004.)
- "Martin Misterija" kao Dijana Lombard

## Vanjske poveznice
- Matija Prskalo u internetskoj bazi filmova IMDb-u (engl.)
- Stranica na blogspot.com